# プファルツ＝ビルケンフェルト＝ゲルンハウゼン
プファルツ＝ビルケンフェルト＝ゲルンハウゼン（Pfalz-Birkenfeld-Gelnhausen）は、現在のドイツ・ヘッセン州南部のゲルンハウゼン周辺に基盤を持った神聖ローマ帝国の領邦の一つ。
プファルツ＝ビルケンフェルト＝ゲルンハウゼンはプファルツ＝ツヴァイブリュッケン＝ビシュヴァイラーの分国として1654年に成立したが、実質的にはほとんど主権を持たない属国であった。1799年にゲルンハウゼン公家は「バイエルン公 (Herzog in Bayern)」の称号を獲得した。この系統はヴィッテルスバッハ家の諸系統が断絶・吸収される中で、旧バイエルン王家以外に唯一今日まで存続している分家である。

## プファルツ＝ゲルンハウゼン公
- ヨハン・カール（1654年 - 1704年）
- フリードリヒ・ベルンハルト（1715年 - 1739年）
- ヨハン（1739年 - 1780年）
- カール・ヨハン・ルートヴィヒ（1780年 - 1789年）
- ヴィルヘルム（1789年 - 1799年） - 1799年よりバイエルン公